# Gryllomorpha cretensis
Gryllomorpha cretensis är en insektsart som beskrevs av Willy Adolf Theodor Ramme 1927. Gryllomorpha cretensis ingår i släktet Gryllomorpha och familjen syrsor. Inga underarter finns listade i Catalogue of Life.